# Crionica incurvata
Crionica incurvata là một loài bướm đêm trong họ Noctuidae.